# Judd Trump
Judd Trump (Bristol, 20 augustus 1989) is een Engels snookerspeler die in 2005 professional werd.

## Biografie
In 2003 won de linkshandige Trump de Pontin's Open en werd daarmee de jongste speler ooit die dat deed. Een jaar later werd Trump de jongste speler ooit die een maximumbreak van 147 maakte in competitie; met zijn 14 jaar en 208 dagen verbrak hij het leeftijdsrecord van Ronnie O'Sullivan. In datzelfde jaar bereikte hij ook de halve finales van het IBSF-wereldkampioenschap voor spelers onder 21 jaar.
In zijn debuutseizoen op de Main Tour in 2005/2006 plaatste Trump zich als jongste speler ooit voor de eindfase van een rankingtoernooi.
In 2007 worstelde hij zich door vier kwalificatierondes om voor het eerst het wereldkampioenschap snooker te halen. Hij verloor in de eerste ronde van het hoofdtoernooi van Shaun Murphy.
Trump behaalde bij de Grand Prix in 2008 de halve finales, waar hij verloor van John Higgins met 6-4.
In 2011 won hij met de China Open zijn eerste rankingtitel. In de finale versloeg hij Mark Selby. Op 2 mei 2011 verloor Trump de finale van het WK 2011 met 18-15 van John Higgins. Op 11 december won hij het UK Championship. Hij versloeg Mark Allen met 10-8.
In november 2012 nam hij de nummer 1-positie op de wereldranglijst over van Mark Selby, nadat hij de finale op het International Championship in Chengdu, China bereikte. Deze finale won hij met 10-8 van Neil Robertson. Zijn vierde ranking-titel won hij tegen diezelfde Robertson, die hij in juli 2014 opnieuw versloeg in de finale van de Australian Goldfields Open. Ditmaal werd het 9-5.
In 2019 beleefde Trump zijn absolute topjaar. Allereerst veroverde hij in januari voor de eerste keer de titel op The Masters, door Ronnie O'Sullivan te kloppen in de finale. Een paar maanden later werd Trump ook voor de eerste keer wereldkampioen, na een masterclass in de finale tegen John Higgins.
Nog nooit won een speler die het jaar ervoor zijn eerste wereldtitel veroverde het WK in Sheffield, wat bekend staat als 'the curse of the crucible'.
Tijdens het WK in 2020 sloeg 'the curse of the crucible' toe en werd hij in de kwartfinale kansloos uitgeschakeld door Kyren Wilson.
Door die twee titels is Trump de negende snookerspeler in de historie die alle Triple Crown toernooien heeft gewonnen. Eerder won de Brit namelijk al het UK Championship. Op de eerste Turkish Masters (2022) maakte hij in het tiende frame van de finale tegen Matthew Selt zijn zesde maximumbreak.
Op het WK van 2022 haalde hij de finale, deze verloor hij met 18-13 van O'Sullivan die hiermee zijn zevende titel behaalde op het wereldkampioenschap snooker.
In 2023 won hij in de maand oktober drie toernooien achterelkaar. Op 8 oktober versloeg hij Zhang Anda met 9-7 in de English Open. Exact een week later won Trump zijn 25e rankingtitel door in de Wuhan Open Ali Carter met 10-7 te verslaan. Op 29 oktober maakte Trump de trilogie compleet door met 9-3 van Chris Wakelin te winnen in de finale van de Northern Ireland Open.

## Belangrijkste resultaten

### Rankingtitels
| #   | Seizoen     | Toernooi                     | Verliezend finalist | Verliezend finalist | Score |
| --- | ----------- | ---------------------------- | ------------------- | ------------------- | ----- |
| 1.  | 2010 / 2011 | China Open                   | Mark Selby          | ENG                 | 10-8  |
| 2.  | 2011 / 2012 | UK Championship              | Mark Allen          | NIR                 | 10-8  |
| 3.  | 2012 / 2013 | International Championship   | Neil Robertson      | AUS                 | 10-8  |
| 4.  | 2014 / 2015 | Australian Goldfields Open   | Neil Robertson      | AUS                 | 9-5   |
| 5.  | 2015 / 2016 | China Open                   | Ricky Walden        | ENG                 | 10-4  |
| 6.  | 2016 / 2017 | European Masters             | Ronnie O'Sullivan   | ENG                 | 9-8   |
| 7.  | 2016 / 2017 | Players Championship         | Marco Fu            | HKG                 | 10-8  |
| 8.  | 2017 / 2018 | European Masters             | Stuart Bingham      | ENG                 | 9-7   |
| 9.  | 2018 / 2019 | Northern Ireland Open        | Ronnie O'Sullivan   | ENG                 | 9-7   |
| 10. | 2018 / 2019 | World Grand Prix             | Ali Carter          | ENG                 | 10-6  |
| 11  | 2018 / 2019 | Wereldkampioenschap          | John Higgins        | SCH                 | 18-9  |
| 12. | 2019 / 2020 | International Championship   | Shaun Murphy        | ENG                 | 10-3  |
| 13. | 2019 / 2020 | World Open                   | Thepchaiya Un-Nooh  | THA                 | 10-5  |
| 14. | 2019 / 2020 | Northern Ireland Open        | Ronnie O'Sullivan   | ENG                 | 9-7   |
| 15. | 2019 / 2020 | German Masters               | Neil Robertson      | AUS                 | 9-6   |
| 16. | 2019 / 2020 | Players Championship         | Yan Bingtao         | CHN                 | 10-4  |
| 17. | 2019 / 2020 | Gibraltar Open               | Kyren Wilson        | ENG                 | 4-3   |
| 18. | 2020 / 2021 | English Open                 | Neil Robertson      | AUS                 | 9-8   |
| 19. | 2020 / 2021 | Northern Ireland Open        | Ronnie O'Sullivan   | ENG                 | 9-7   |
| 20. | 2020 / 2021 | World Grand Prix             | Jack Lisowski       | ENG                 | 10-7  |
| 21. | 2020 / 2021 | German Masters               | Jack Lisowski       | ENG                 | 9-2   |
| 22. | 2020 / 2021 | Gibraltar Open               | Jack Lisowski       | ENG                 | 4-0   |
| 23. | 2021 / 2022 | Turkish Masters              | Matthew Selt        | ENG                 | 10-4  |
| 24. | 2023 / 2024 | English Open                 | Zhang Anda          | CHN                 | 9-7   |
| 25. | 2023 / 2024 | Wuhan Open                   | Ali Carter          | ENG                 | 10-7  |
| 26. | 2023 / 2024 | Northern Ireland Open        | Chris Wakelin       | ENG                 | 9-3   |
| 27. | 2023 / 2024 | German Masters               | Si Jiahui           | CHN                 | 10-5  |
| 28. | 2023 / 2024 | World Open                   | Ding Junhui         | CHN                 | 10-4  |
| 29. | 2024 / 2025 | Saudi Arabia Snooker Masters | Mark Williams       | WAL                 | 10-9  |
| 30. | 2024 / 2025 | UK Championship              | Barry Hawkins       | ENG                 | 10-8  |

### Minor-rankingtitels
| #  | Seizoen     | Toernooi                          | Verliezend finalist | Verliezend finalist | Score |
| -- | ----------- | --------------------------------- | ------------------- | ------------------- | ----- |
| 1. | 2010 / 2011 | Players Tour Championship - EPTC1 | Anthony Hamilton    | ENG                 | 4-3   |
| 2. | 2011 / 2012 | Players Tour Championship - PTC2  | Ding Junhui         | CHN                 | 4-0   |
| 3. | 2011 / 2012 | Players Tour Championship - PTC9  | Ronnie O'Sullivan   | ENG                 | 4-3   |
| 4. | 2012 / 2013 | Players Tour Championship - ET4   | John Higgins        | SCO                 | 4-0   |

### Niet-rankingtitels
| #  | Seizoen     | Toernooi              | Verliezend finalist | Verliezend finalist | Score |
| -- | ----------- | --------------------- | ------------------- | ------------------- | ----- |
| 1. | 2008 / 2009 | Kwalificaties Masters | Mark Joyce          | ENG                 | 6-1   |
| 2. | 2008 / 2009 | Championship League   | Mark Selby          | ENG                 | 3-2   |
| 3. | 2013 / 2014 | Championship League   | Martin Gould        | ENG                 | 3-1   |
| 4. | 2014 / 2015 | World Grand Prix      | Ronnie O'Sullivan   | ENG                 | 10-7  |
| 5. | 2015 / 2016 | Championship League   | Ronnie O'Sullivan   | ENG                 | 3-2   |
| 6. | 2018 / 2019 | Masters               | Ronnie O'Sullivan   | ENG                 | 10-4  |
| 7. | 2021 / 2022 | Champion of Champions | John Higgins        | SCO                 | 10-4  |
| 8. | 2022 / 2023 | Masters               | Mark Williams       | WAL                 | 10-8  |
| 9. | 2024 / 2025 | Shanghai Masters      | Shaun Murphy        | ENG                 | 11-5  |

### Wereldkampioenschap
Hoofdtoernooi (laatste 32 of beter):
| #   | Seizoen     | Editie  | Prestatie      | Extra                                     |
| --- | ----------- | ------- | -------------- | ----------------------------------------- |
| 1.  | 2006 / 2007 | WK 2007 | Laatste 32     | Verloor met 10 - 6 van Shaun Murphy       |
| 2.  | 2010 / 2011 | WK 2011 | Finale         | Verloor met 18 - 15 van John Higgins      |
| 3.  | 2011 / 2012 | WK 2012 | Laatste 16     | Verloor met 13 - 12 van Ali Carter        |
| 4.  | 2012 / 2013 | WK 2013 | Halve finale   | Verloor met 17 - 11 van Ronnie O'Sullivan |
| 5.  | 2013 / 2014 | WK 2014 | Kwartfinale    | Verloor met 13 - 11 van Neil Robertson    |
| 6.  | 2014 / 2015 | WK 2015 | Halve finale   | Verloor met 17 - 16 van Stuart Bingham    |
| 7.  | 2015 / 2016 | WK 2016 | Laatste 16     | Verloor met 13 - 10 van Ding Junhui       |
| 8.  | 2016 / 2017 | WK 2017 | Laatste 32     | Verloor met 10 - 8 van Rory McLeod        |
| 9.  | 2017 / 2018 | WK 2018 | Kwartfinale    | Verloor met 13 - 12 van John Higgins      |
| 10. | 2018 / 2019 | WK 2019 | Wereldkampioen | Won met 18 - 9 van John Higgins           |
| 11. | 2019 / 2020 | WK 2020 | Kwartfinale    | Verloor met 13 - 9 van Kyren Wilson       |
| 12. | 2020 / 2021 | WK 2021 | Kwartfinale    | Verloor met 13 - 11 van Shaun Murphy      |
| 13. | 2021 / 2022 | WK 2022 | Finale         | Verloor met 18 - 13 van Ronnie O'Sullivan |
| 14. | 2022 / 2023 | WK 2023 | Laatste 32     | Verloor met 10 - 6 van Anthony McGill     |
| 15. | 2023 / 2024 | WK 2024 | Kwartfinale    | Verloor met 13 - 9 van Jak Jones          |
| 16. | 2024 / 2025 | WK 2025 | Halve finale   | Verloor met 17 - 14 van Mark Williams     |

Joe Davis · Walter Donaldson · Fred Davis · Horace Lindrum · John Pulman · John Spencer · Ray Reardon · Alex Higgins · Terry Griffiths · Cliff Thorburn · Steve Davis · Dennis Taylor · Joe Johnson · Stephen Hendry · John Parrott · Ken Doherty · John Higgins · Mark Williams · Ronnie O'Sullivan · Peter Ebdon · Shaun Murphy · Graeme Dott · Neil Robertson · Mark Selby · Stuart Bingham · Judd Trump · Luca Brecel · Kyren Wilson · Zhao Xintong